# Sientje van Houten

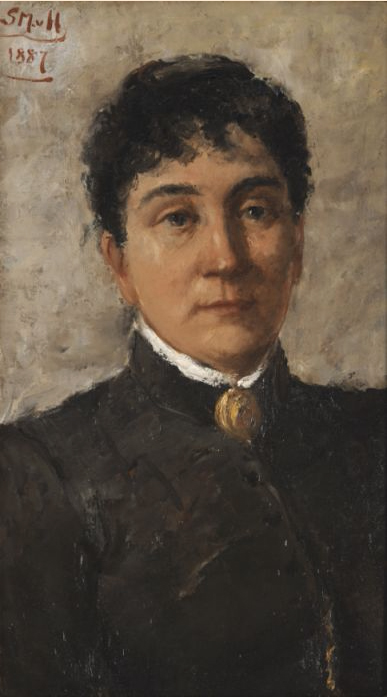
Portret van Betzy Akersloot-Berg, 1887

Sientje van Houten (Groningen, 23 december 1834 - Den Haag, 20 maart 1909) was een Nederlandse kunstschilderes.

## Biografie
Van Houten werd in december 1834 in Groningen geboren als derde van negen kinderen van Derk van Houten en Barbara Elisabeth Meihuizen. Een van haar broers was de latere minister Samuel van Houten. Haar vader had een grote houtzaagmolen aan het Damsterdiep. Ze huwde op 23 april 1856 te Groningen met de effectenhandelaar Hendrik Willem Mesdag, de latere Nederlandse marineschilder van de Haagse School.
Sientje steunde haar man in 1864 toen hij zijn zakenberoep opgaf om zich uitsluitend aan de schilderkunst te wijden. Die keuze werd financieel mogelijk gemaakt door de erfenis die Sientje ontving na het overlijden van haar vader. Zelf tekende en schilderde ze ook. Na het overlijden van haar enig kind in 1871 - het bijna achtjarig zoontje Klaas - ging ook zij zich, evenals haar man, geheel aan de schilderkunst wijden. Ze legde zich toe op landschapschilderkunst en stillevens, maar schilderde ook portretten. Johannes Christiaan d'Arnaud Gerkens (1823-1892) was haar leermeester bij het tekenen. Bij het schilderen werd ze door de schilders Willem Roelofs en Lourens Alma Tadema, haar aangetrouwde neef, op weg geholpen. In 1881 schilderde ze mee aan het Panorama Mesdag. Tijdens haar schilderwerk werd ze door haar man al werkend aan het panorama geportretteerd. Ook in het panorama zelf is zij, zittend achter haar schildersezel, afgebeeld.

## Werk

### Haagse Weeskinderen
Samen met Gerardine van de Sande Bakhuyzen, Kate Bisschop-Swift en Margaretha Roosenboom schilderde zij in 1874 "Haagse weeskinderen", een schilderij voor de toenmalige koningin Sophie ter gelegenheid van het 25-jarig regeringsjubileum van haar man koning Willem III.
De vier kunstenaressen waren allemaal actief binnen het Haagse kunstcircuit en tevens waren zij bekend bij of getrouwd met een andere bekende schilder. Het is niet de reden dat zij getrouwd zijn met een schilder maar het maakte het wel eenvoudiger voor de vrouwen om in het kunstwereldje terecht te komen en dat hebben zij dan ook zeer zeker gedaan. Deze vier dames behoorden tot de bekendste kunstenaressen van den Haag op dat moment. Het is niet helemaal bekend wie de opdrachtgever van het schilderij was en waarom zij samenwerkten maar wat wel bekend is, is dat zij alle vier hun eigen bijdrage hebben geleverd gebaseerd op hun specialiteit. Desalniettemin moet wel gezegd worden dat het tot 1880 redelijk normaal was om met een groepje een schilderij te maken, zoals Bisschop-Swift, Bakhuyzen, Roosenboom en Mesdag-van Houten hebben gedaan.
Kate Bisschop Swift werd geboren in 1834 en overleed in 1928. Bisschop-Swift was verantwoordelijk voor het ovale medaillon met de weeskinderen die de bloemen overhandigen. Zij was gespecialiseerd in portretschildering en werd erg geliefd. Niet alleen bij het ‘gewone’ volk maar voornamelijk bij de royalty. Ze kreeg in Engeland (voor haar huwelijk met haar Nederlandse man) al opdrachten van de hoge adel om portretten voor hen te maken. Haar man, Christoffel Bisschop, introduceerde haar bij het Huis van Oranje. Koningin Sophie, voor wie zij dit portret maakten, had verschillende werken van Bisschop Swift in bezit. Zelfs na de dood van Koningin Sophie, maakte Kate Bisschop-Swift nog een portret van haar, wat haar goede band en respect voor de koningin aantoont.
Gerardine van Sande Bakhuyzen  (1826-1895) was gespecialiseerd in het schilderen van bloemen en vruchten. Maar daarnaast stond ook zij dicht bij het koninklijk huis; het lag dus redelijk voor de hand dat zij gevraagd werd voor een bijdrage aan Haagse Weeskinderen. Het koninklijk huis had ook enkele werken van Bakhuyzen in bezit. Zij maakte de linker bloemenslinger met rozen en een veldboeket.
De rechter bloemenslinger werd gemaakt door Margaretha Roosenboom (1843-1896). Zij genoot al enige bekendheid in zowel binnen- als buitenland waardoor het geen verrassing was dat ook zij gevraagd werd voor deze koninklijke opdracht. Zij zorgde voor een sierlijke rechterkant, wat een mooie tegenhanger is van de linkerkant. In het werk van Roosenboom kun je de goede verstandhouding met haar oudere collega Bakhuyzen terug zien. Beide kunstenaressen volgden de natuurlijke vormen zeer trouw, wat het werk een realistische indruk gaf. Iets wat niet gedaan werd door hun voorgangers. Men zag het als een nieuw en fris begin wat een tegenstelling vormde met de traditie die hiervoor gevolgd werd.
Sientje Mesdag verzorgde op haar beurt een geheel ander onderdeel van het schilderij. Zij had een goede positie binnen de Haagse artistieke wereld waardoor zij perfect was om ook deel te nemen aan dit Haagse project voor de koningin. Mesdag-van Houten schilderde het stadsgezicht op Den Haag, dat onderaan in het schilderij te zien is. Het stadsgezicht is geschilderd vanaf de duinen van Scheveningen met de Jacobskerk in het midden. Dit paste helemaal in het straatje van Sientje Mesdag. Zij was namelijk veel in de natuur te vinden en stond onder meer bekend om haar landschappen die zij in het begin van haar carrière veel schilderde. Zij en haar man Hendrik Willem waren ook met grote regelmaat te vinden op het strand van Scheveningen waar zij schetsen van de duinen, de zee en het strand maakten.

### Erkenning voor haar werk
Haar werk werd in meerdere landen geëxposeerd, zoals Australië, België, Engeland, Frankrijk, Italië, Oostenrijk en de Verenigde Staten. In 1884 kreeg een van haar landschappen een gouden medaille op een tentoonstelling in Amsterdam en in 1889 werd in Parijs een bronzen medaille toegekend voor een heidelandschap. Ook in Melbourne werd haar werk met een bronzen medaille bekroond. Zij was lid van de Hollandsche Teekenmaatschappij en van Pulchri Studio in Den Haag.
Bij haar zeventigste verjaardag in 1904 werd ze met een eretentoonstelling vereerd in de zalen van Pulchri Studio. Op 21 december 1904 werd ze benoemd tot Officier in de Orde van Oranje-Nassau. In 1906 vierde het echtpaar Mesdag-Van Houten zijn gouden bruiloft.
Ze stierf te Den Haag op 20 maart 1909. Ze ligt begraven op Oud Eik en Duinen. Daar werd ook haar man in 1915 begraven. In 1930 werd ook haar broer Samuel bijgezet in hetzelfde graf.
Werk van Van Houten bevindt zich in de collecties van het Gemeentemuseum Den Haag, Panorama Mesdag, het Rijksmuseum Amsterdam, het Groninger Museum, het Drents Museum te Assen, de Fraeylemaborg in Slochteren, Museum Lambert van Meerten in Delft en de Mesdag Collectie.

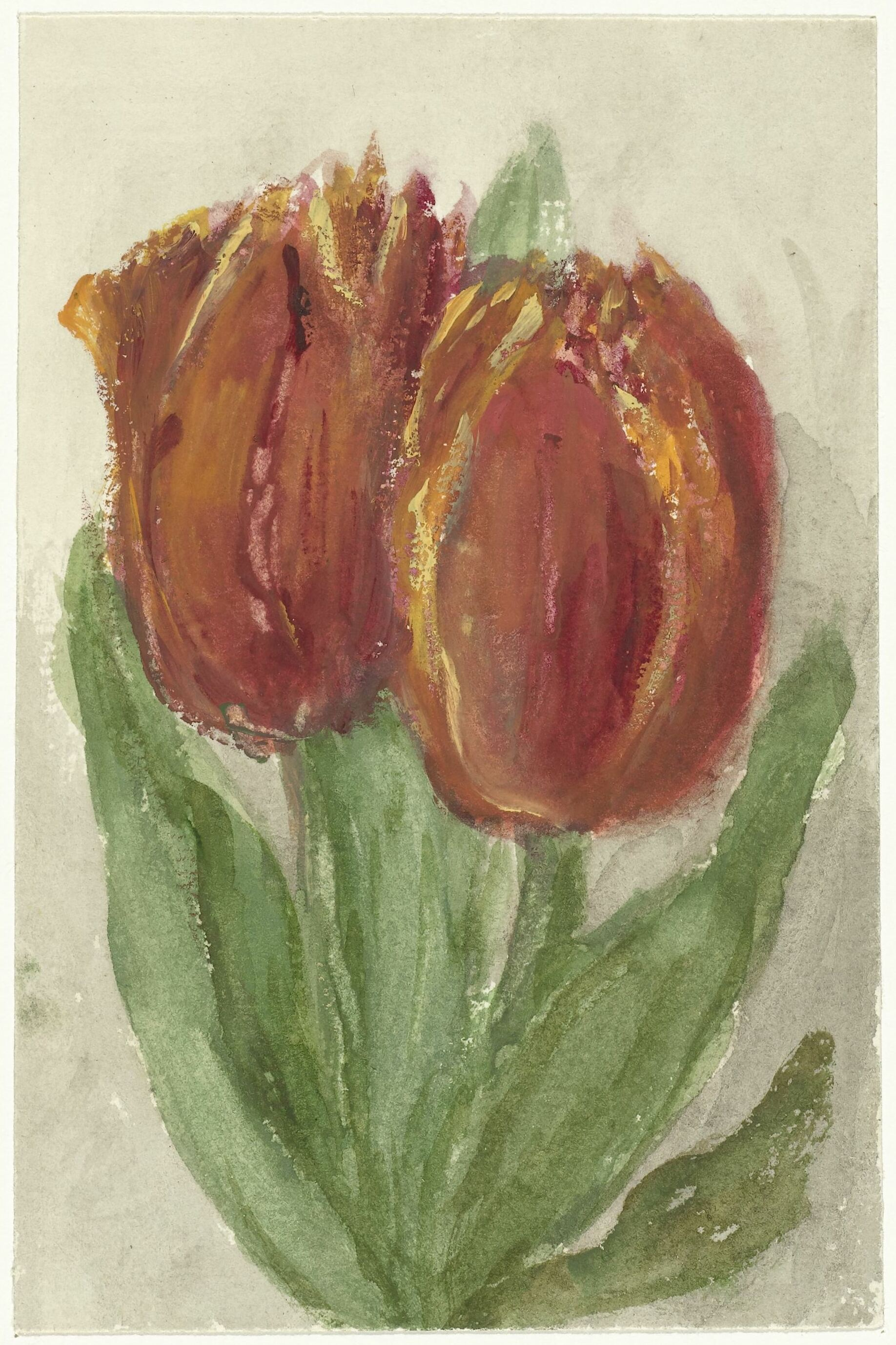
Twee rode tulpen
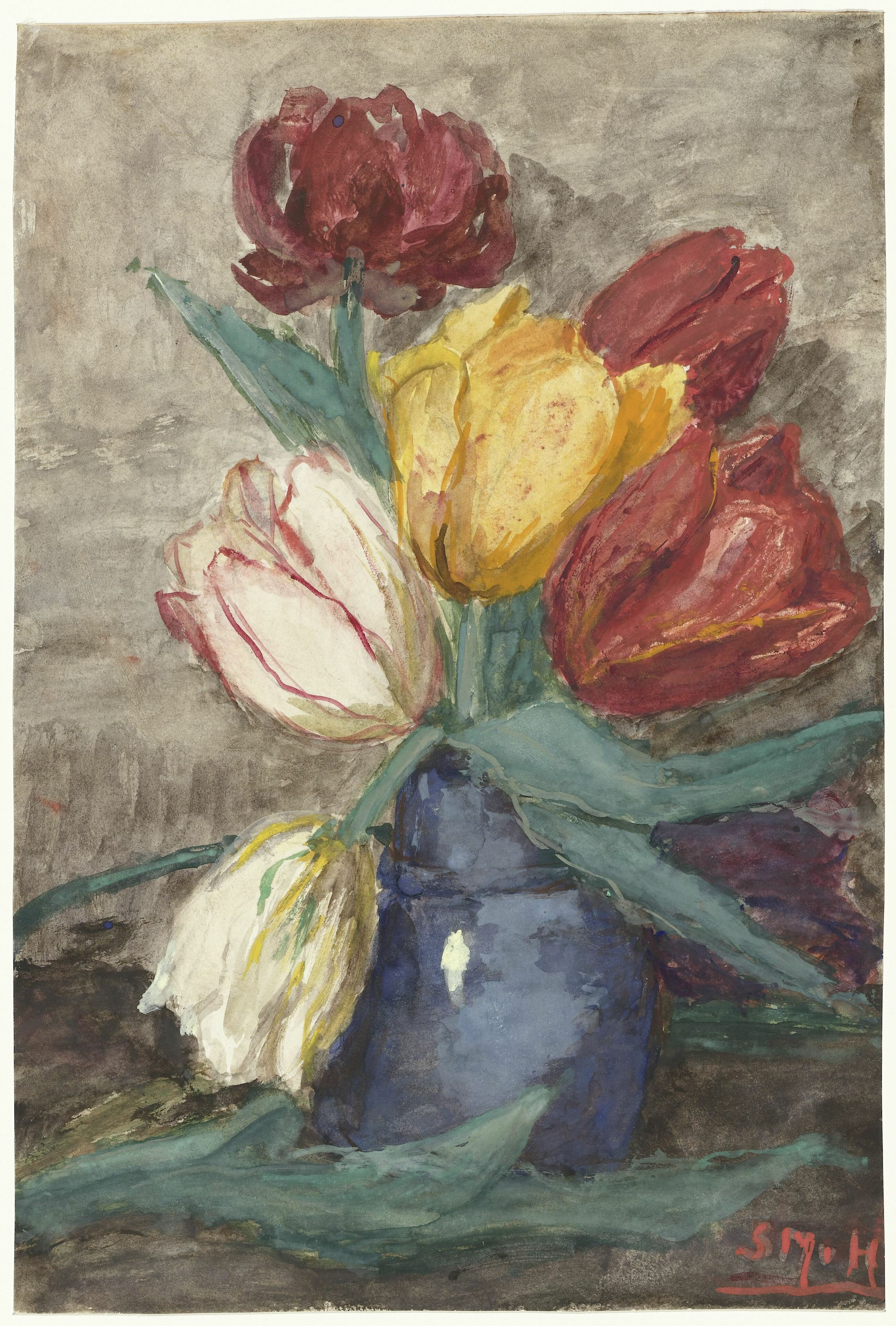
Tulpen in een vaas
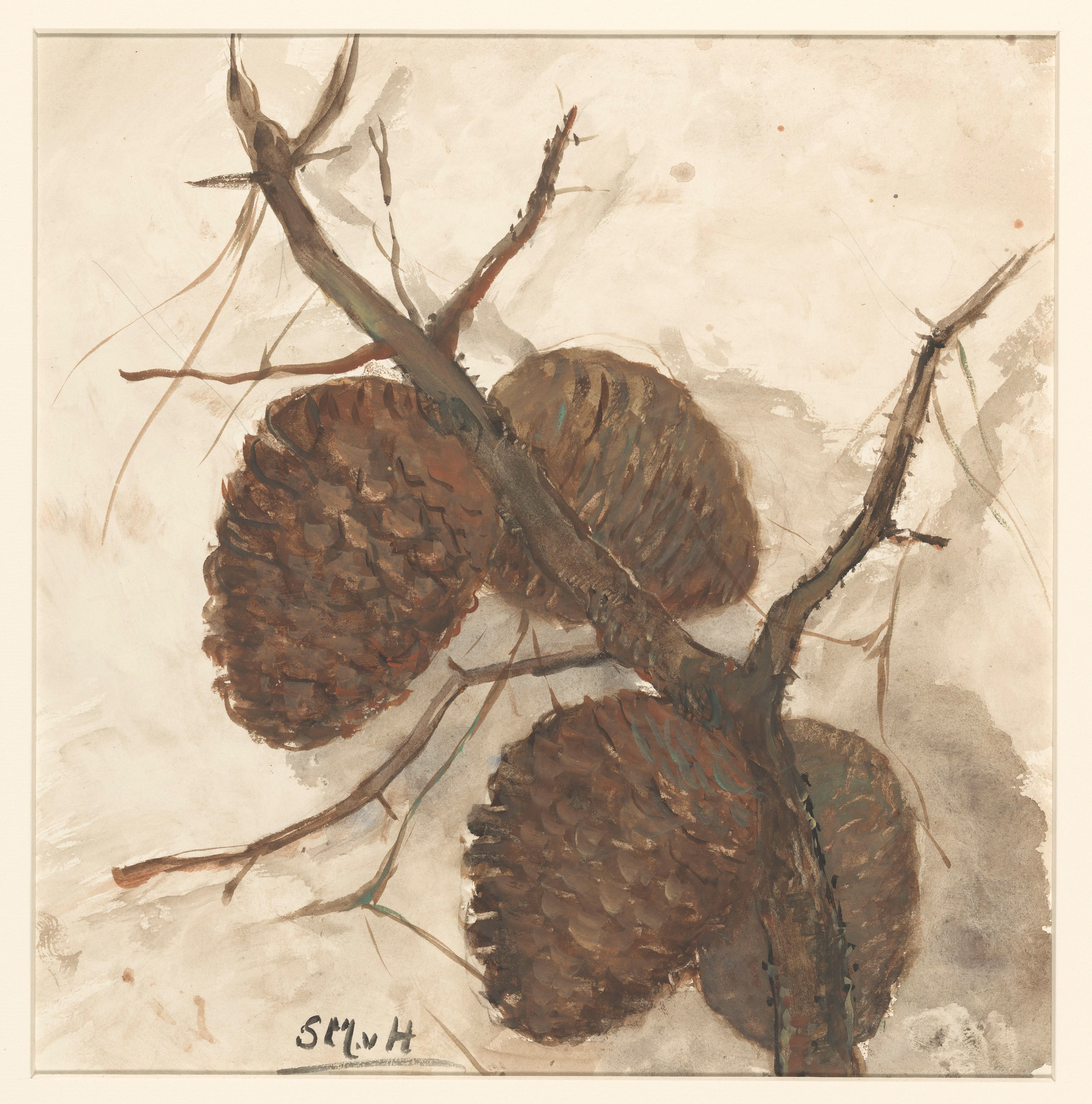
Sparappels aan een tak
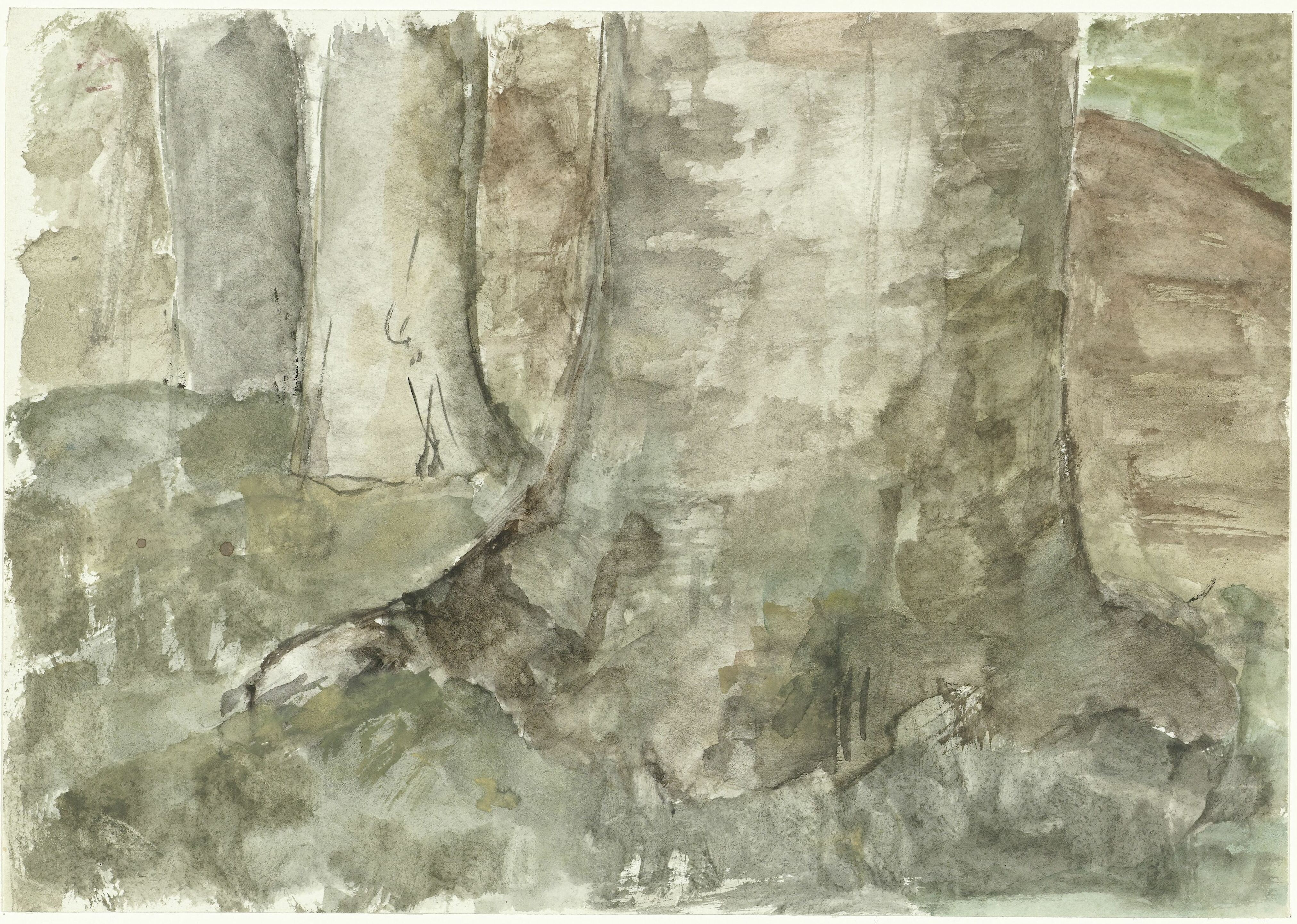
Bomen
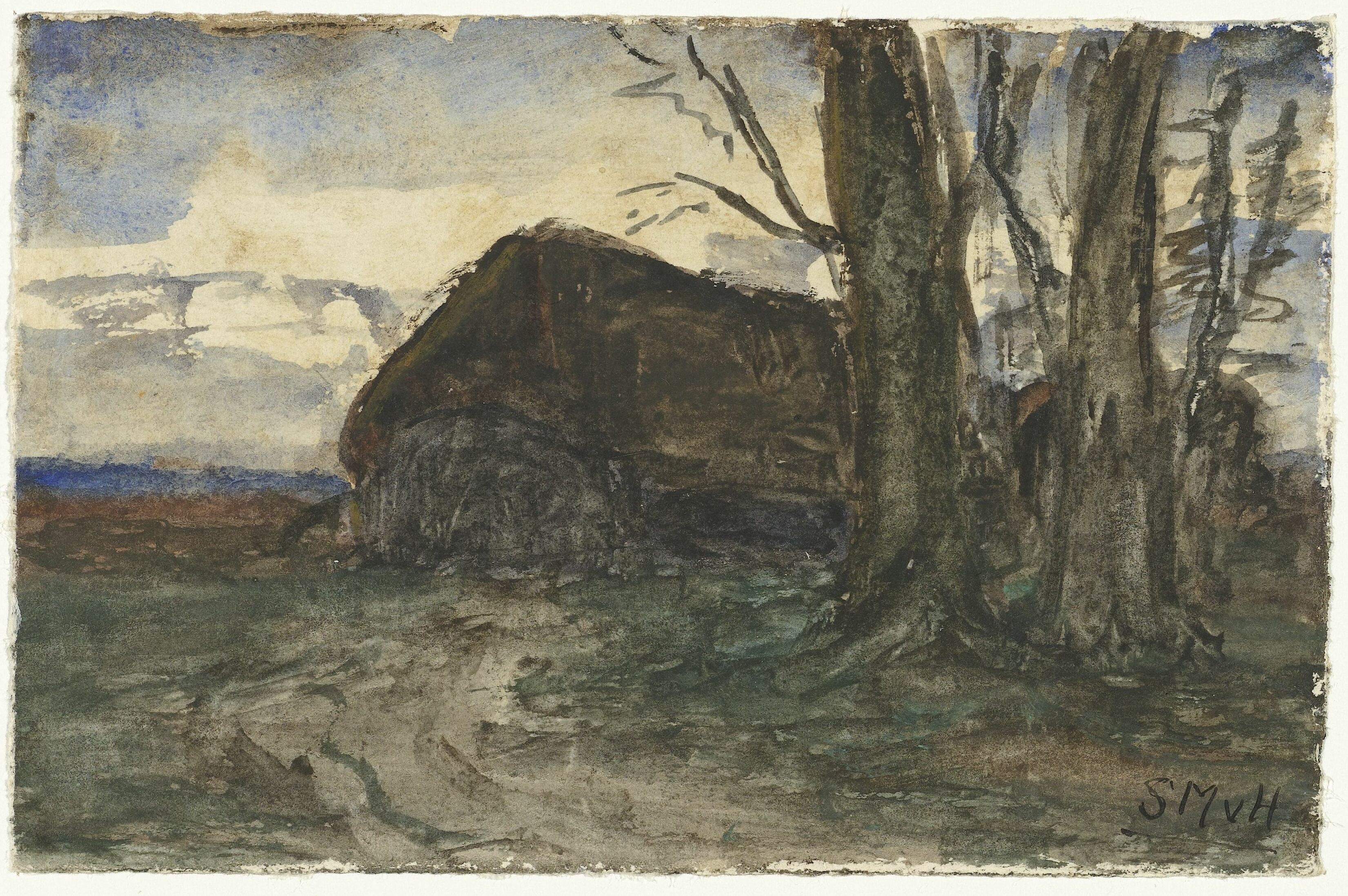
Schaapskooi bij bomen in avondlucht

## Literatuur

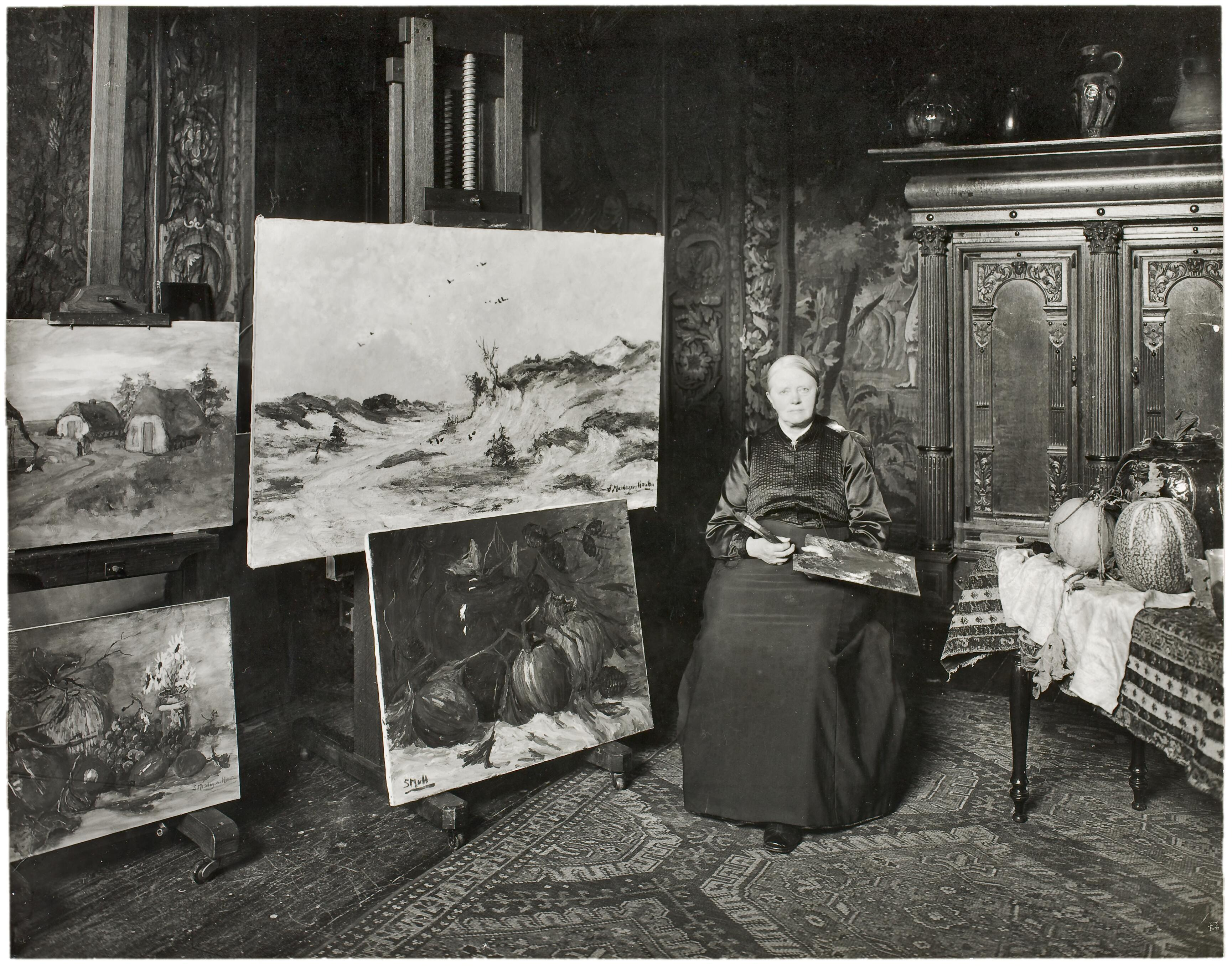
Sientje in haar atelier (1903)
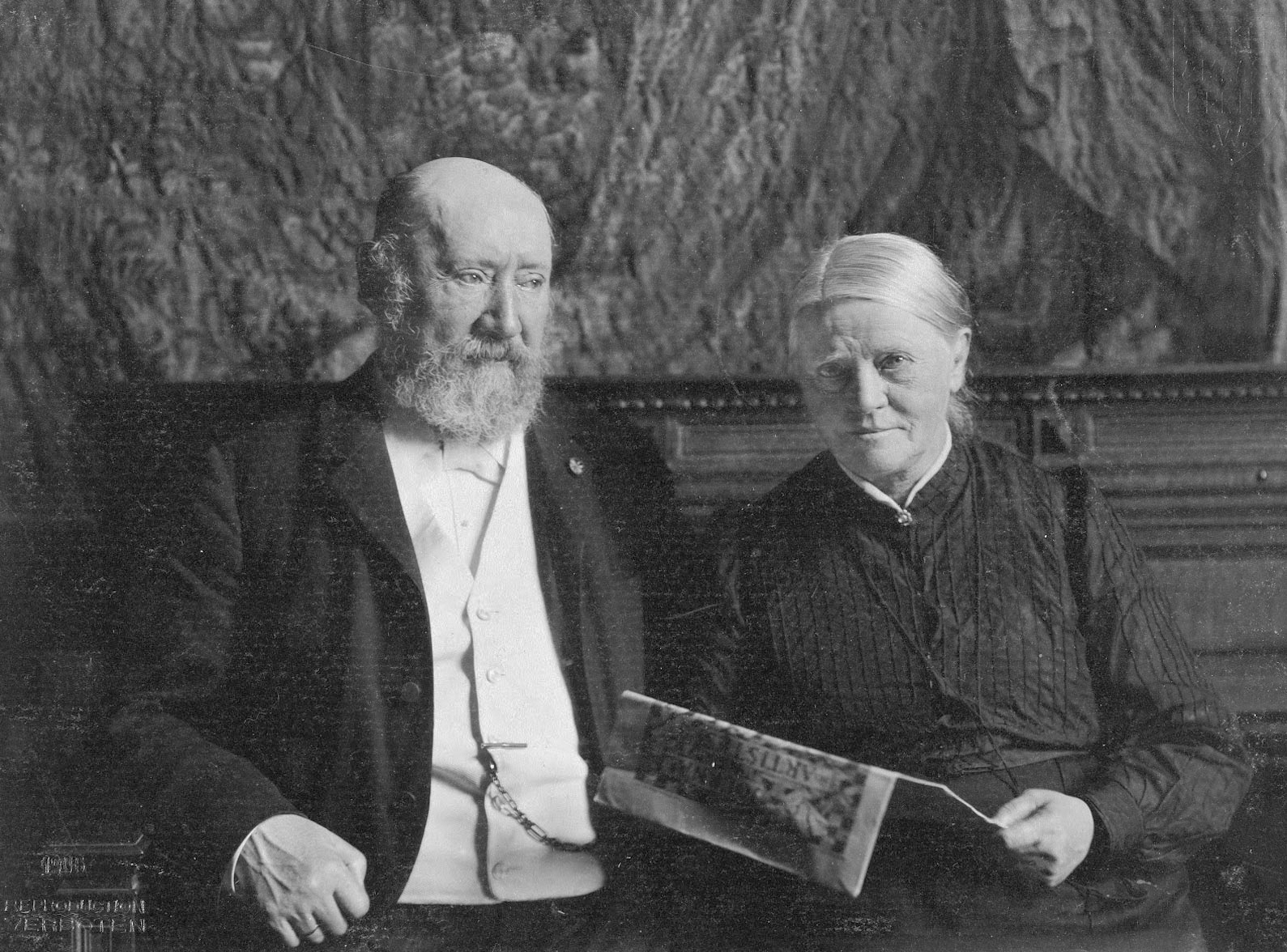
Hendrik Willem en Sientje Mesdag (1905)